# Torhäuser Leipziger Tor

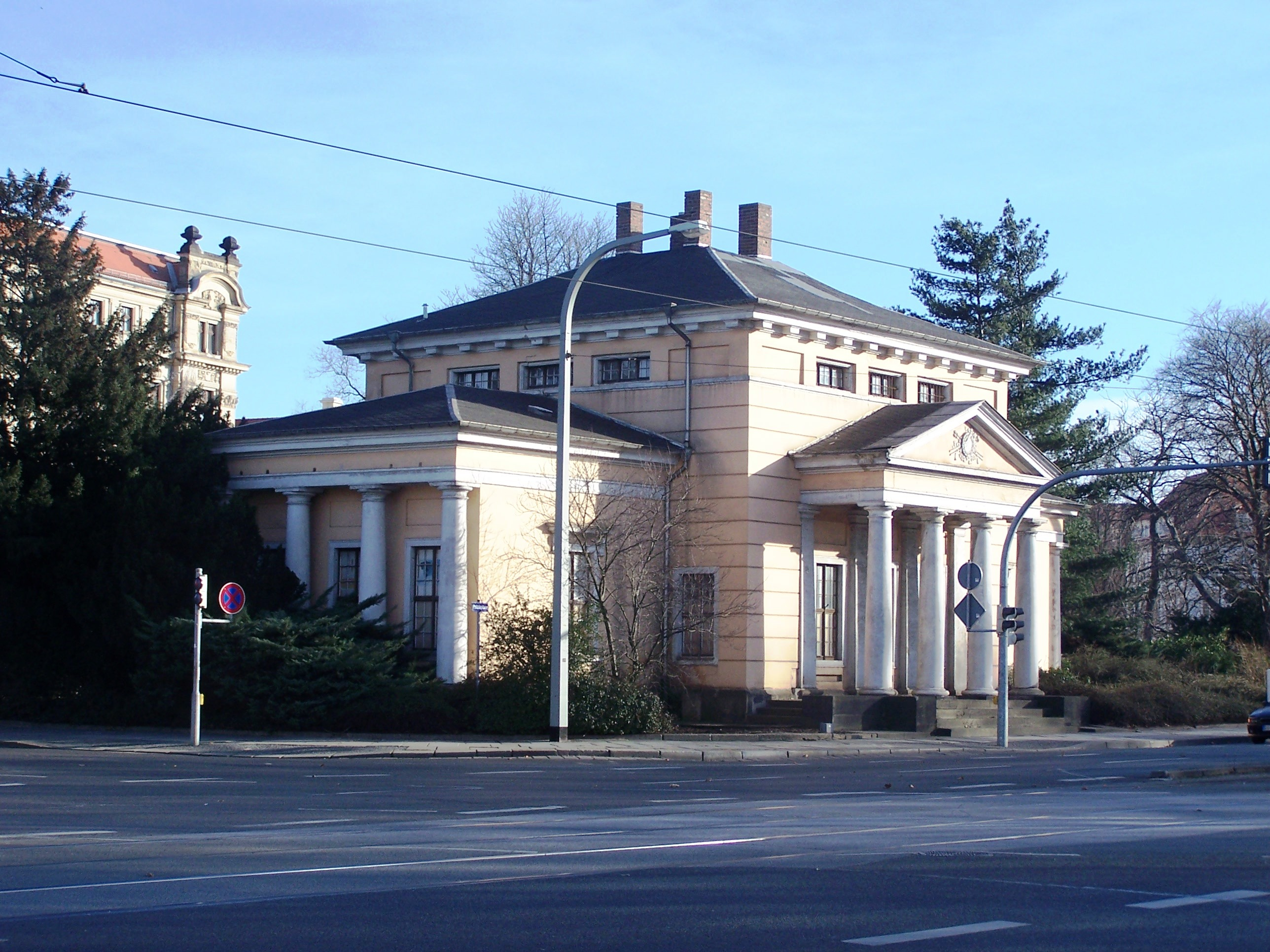
Das Thormeyer’sche Torhaus am Palaisplatz

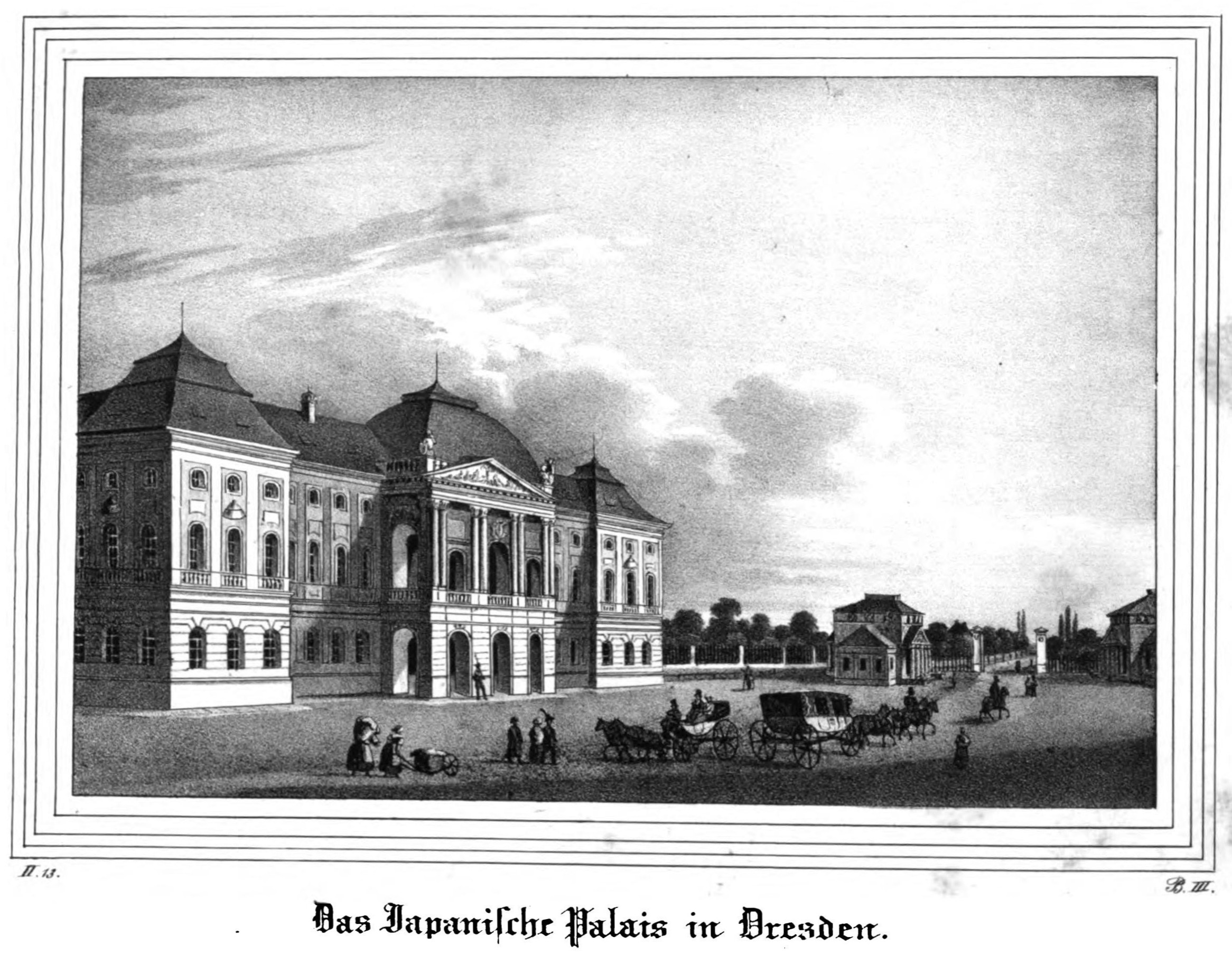
Japanisches Palais und die Torhäuser (um 1836)

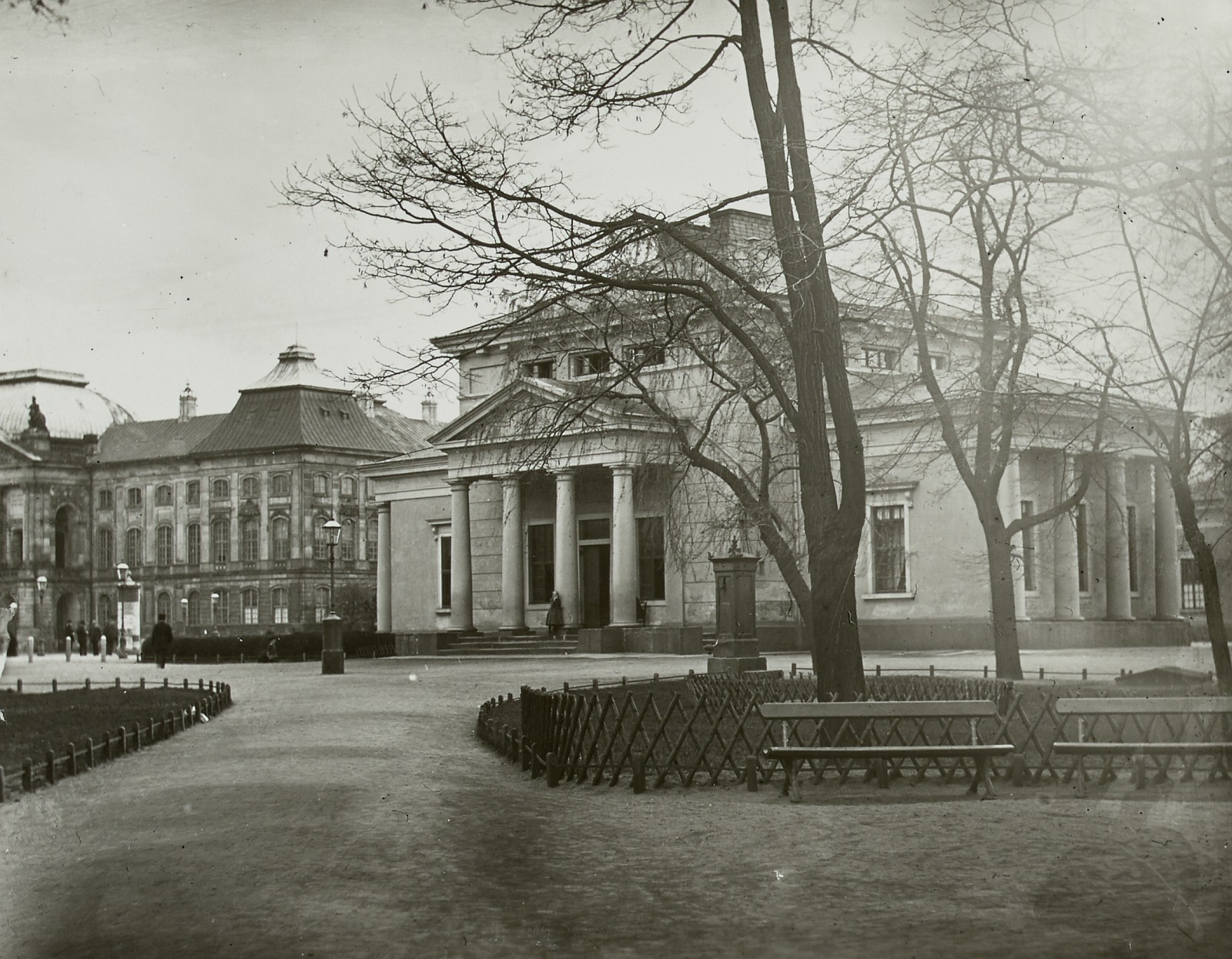
Westliches, nicht mehr vorhandenes Tor um 1900

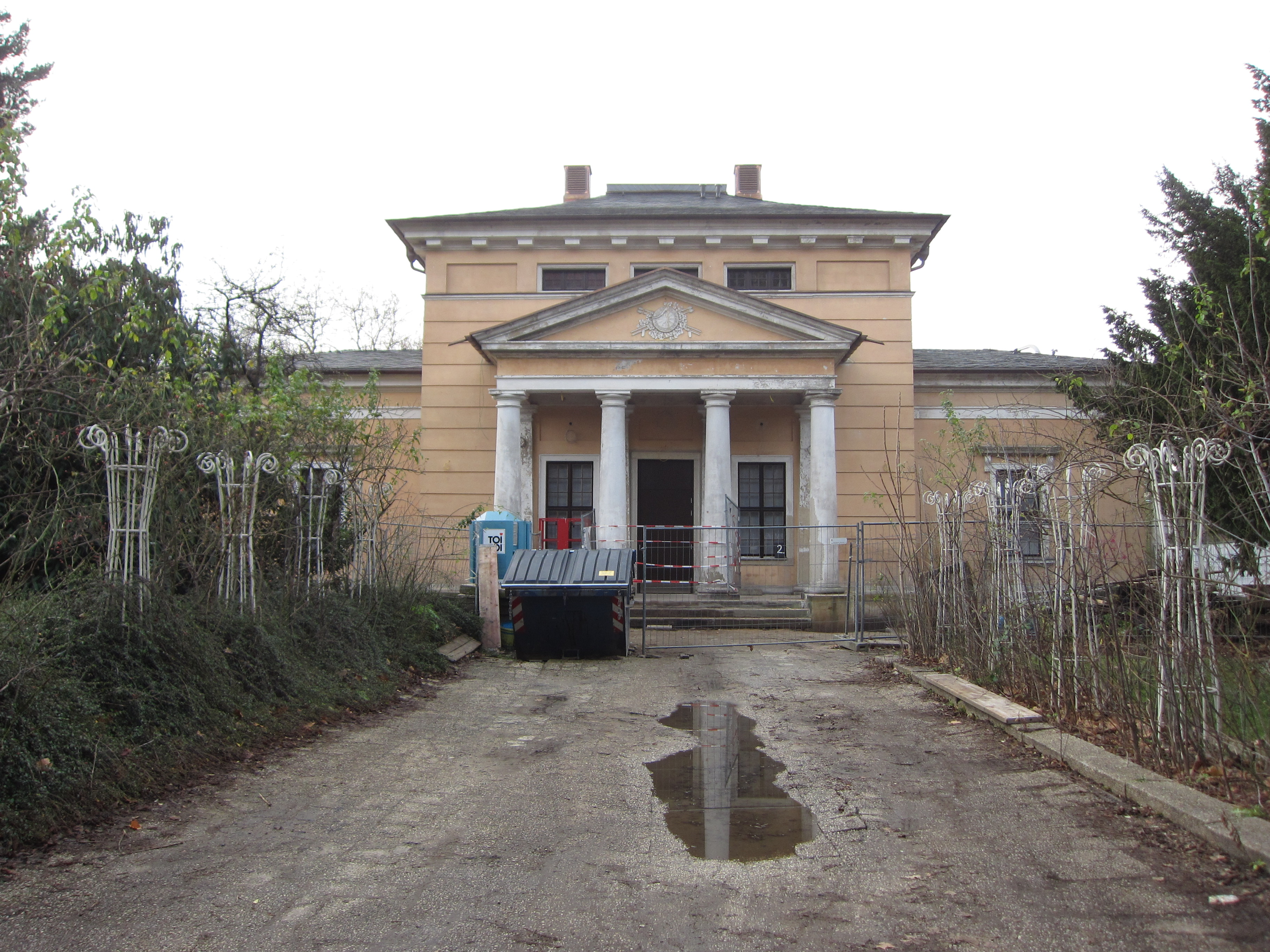
Rückseite

Die Torhäuser Leipziger Tor waren zwei Torhäuser am heutigen Palaisplatz in Dresden. Sie gehörten neben der Altstädter Wache, dem Dritten Belvedere, dem Palais Lüttichau, dem Kuppelsaal des Schlosses Pillnitz sowie dem wiederaufgebauten Schwanenhaus von Woldemar Hermann zu den Beispielen rein klassizistischer Bauten des alten Dresden. Das nordöstliche der beiden 1827/1829 von Gottlob Friedrich Thormeyer errichteten Torhäuser existiert noch und wird als Bau charakterisiert, bei dem „die klassizistischen Formelemente noch alle vorhanden sind, aber sie werden nicht mehr mit dem feierlichen Ernst vorgetragen, sondern erscheinen jetzt verbiedermeierlicht“.

## Geschichte
Das Leipziger Tor war Teil einer von Wolf Caspar von Klengel und Johann Georg Maximilian von Fürstenhoff errichteten Befestigungsanlage zu Altendresden. Nachdem dieses 1817 abgetragen wurde, erbaute Gottlob Friedrich Thormeyer in den Jahren 1827 und 1829 zwei klassizistische Torhäuser. Bis 1852 waren sie durch ein gusseisernes Geländer verbunden, durch das drei Tore führten. Anfang des 20. Jahrhunderts dienten sie als chirurgische Hilfsstation und als Büro der Reichsmilitärverwaltung. Bei den Luftangriffen auf Dresden wurden beide beschädigt.
Bereits am 11. Juni 1951 verfasste Hans Nadler ein Schreiben an das Stadtplanungsamt, worin er die Baufälligkeit des südwestlichen Torhauses als „Verfall eines wertvollen Dresdner Baudenkmals“ bezeichnete. Er meinte, dass es möglich sei, mit geringen finanziellen Mitteln dessen Mauerkrone zu sichern. Der bevorstehende Abbruch sei eine „bedauerliche Schädigung des Stadtbildes der Neustadt, im Gesamtbild des Japanischen Palais“. Nadler forderte das Stadtplanungsamt dazu auf, den „Wiederaufbau des Thormeyerschen Torhauses am Karl-Marx-Platz vorzusehen und baldmöglichst Sicherungsmaßnahmen in die Wege zu leiten.“ Das Stadtplanungsamt vermerkte daraufhin, dass die Verlängerung der Leipziger Straße beziehungsweise die Straßenverbreiterung des Verkehrszuges Köpckestraße/Große Meißner Straße/Robert-Blum-Straße Vorrang habe und ließ 1969 die Ruine des südwestlichen Torhauses am Leipziger Tor abbrechen.

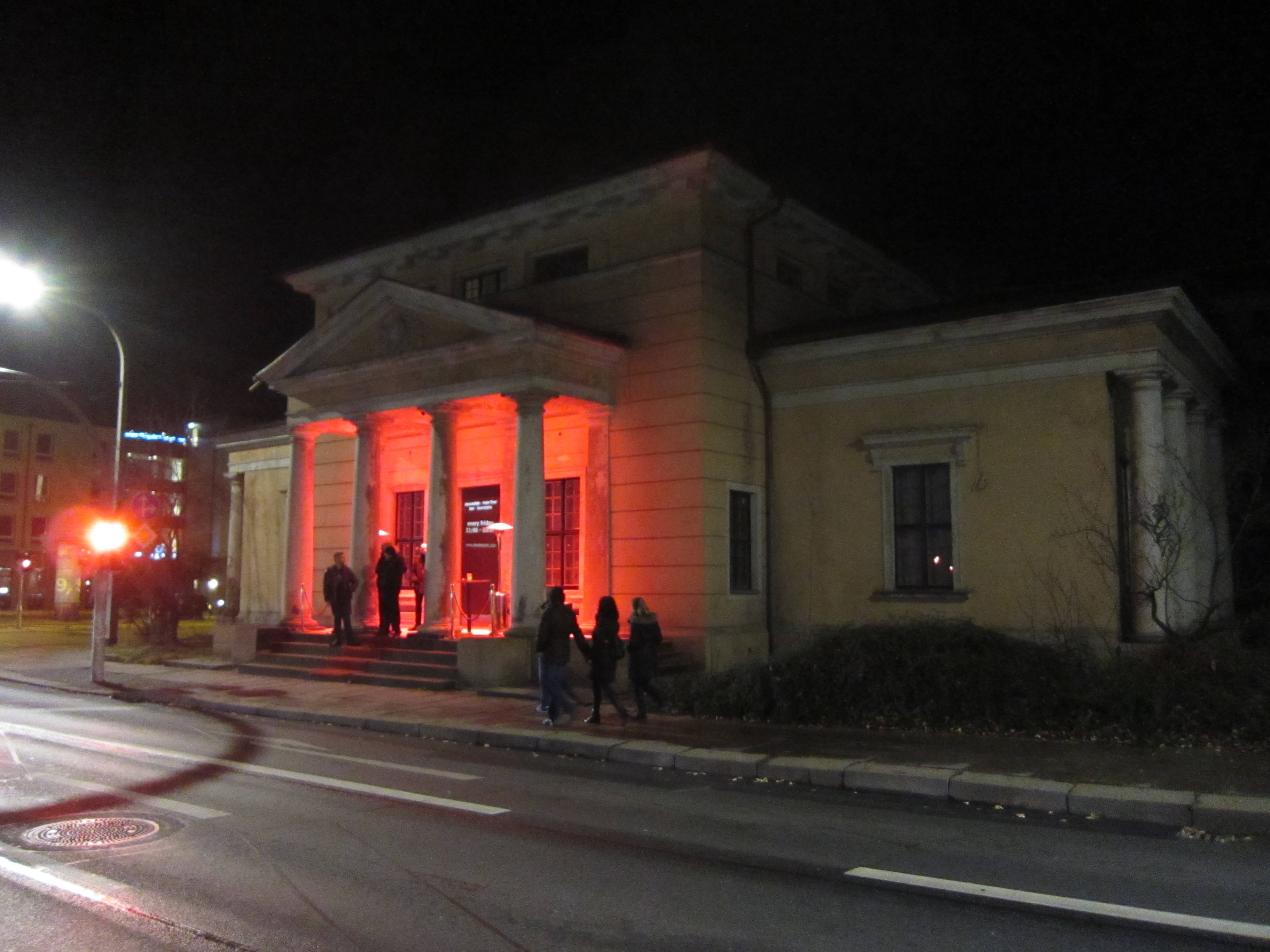
Eröffnung der Disko im Torhaus 2015

Nach der Beschädigung im Zweiten Weltkrieg wurde das Torhaus wieder instand gesetzt. Zwischen 1952 und 1994 war das nordöstliche Torhaus ein Standesamt von Dresden. Über 70.000 Paare gaben sich hier das Jawort. Danach stand das Gebäude lange Zeit leer, verschiedene Nutzungen waren im Gespräch. Im August 2010 nutzte das Kunstfestival ORNÖ das Gebäude während zehn Tagen für Kunstausstellungen der Dresdner Biennale und Aufführungen. Seit Dezember 2015 befindet sich im Torhaus eine Diskothek für bis zu 200 Gäste. Die Innengestaltung hat der Dresdner Künstler Frank K. Richter übernommen.

## Beschreibung
Das 27 Meter lange und 11,25 Meter hohe Thormeyer’sche Torhaus am Leipziger Tor ist ein quadratischer Bau mit Zeltdach, dem ein Portikus mit vier dorischen Säulen vorgelegt ist. Auf dem Portikus ruht ein Architrav mit Dreiecksgiebel. Dem Hauptgebäude schließt sich ein einstöckiger und einfenstriger Anbau mit Säulenabschluss an. Das dortige Fenster hat einen geraden Fenstersturz und eine kräftige Sohlbank.